# Космический центр Мухаммеда бин Рашида
Космический центр Мухаммеда бин Рашида (англ. Mohammed bin Rashid Space Centre MBRSC, араб. مركز محمد بن راشد للفضاء‎), в состав которого входит Эмиратский институт передовых наук и технологий (EIAST), является правительственной организацией Дубая, работающей над космической программой ОАЭ, которая включает в себя различные космические спутниковые проекты и миссию Emirates Mars Mission. Центр активно работает над продвижением космической науки и исследований в регионе.
Мохаммед бин Рашид Аль Мактум, вице-президент и премьер-министр Объединённых Арабских Эмиратов, а также правитель Дубая, учредил Эмиратский институт передовой науки и техники (EIAST) 6 февраля 2006 года. 17 апреля 2015 года Аль Мактум издал закон о создании космического центра Мухаммеда бин Рашида, включив в него EIAST.
MBRSC вносит вклад в развитие различных направлений в Объединённых Арабских Эмиратах и по всему миру, используя данные со спутников ОАЭ и различных исследований, связанных с космической наукой. Центр находится на переднем крае продвижения космической науки и научных исследований в ОАЭ и регионе. MBRSC также оказывает поддержку различным организациям в управлении стихийными бедствиями, спасательными миссиями, мониторингом окружающей среды и планированием территории с использованием изображений Земли, отправленных со спутников ОАЭ, включая DubaiSat-1 и DubaiSat-2.

## История создания
Для создания научно-исследовательской и основанной на знаниях экономики в Объединённых Арабских Эмиратах в 2015 году Мохаммед бин Рашид Аль Мактум издал закон о создании Космического центра Мохаммеда бен Рашида. MBRSC было поручено поддержать исследования страны в области космоса; осуществлять надзор за проектированием, производством и запуском спутников ОАЭ.
В июне 2015 года он издал указ о назначении Хамдана бин Мохаммеда Аль Мактума, наследного принца Дубая, председателем и генеральным руководителем стратегических планов и проектов MBRSC
Наряду с созданием Космического центра им. Мухаммеда бин Рашида, шейх Мухаммед также издал закон о присоединении к Эмиратскому институту передовой науки и техники (EIAST) с центром, в качестве одного из его дочерних учреждений. В рамках закона, EIAST будет осуществлять и выполнять политику, планы и решения, установленные Космическим центром Мухаммеда бин Рашида. Был создан Совет директоров Космического центра Мухаммеда бин Рашида. Председателем Совета был назначен Хамад Обейд аль-Шейх Аль-Мансури, заместителем Председателя стал Юсеф Ахмед Аль-Шайбани, а Мансур Абдулла Бастаки, Мохаммед Саиф Аль-Микбали и Мансур Джума Бу Осаиба были назначены советниками
Центр занимается продвижением космических технологий и научных исследований в регионе, реализовывая инновационные космические проекты и программы.

## Деятельность
Штаб-квартира Космического центра Мухаммеда бин Рашида находится в Эль-Хаванидж, в Дубае. Объект также включает в себя Чистую комнату для проектирования и изготовления различных космических спутников, над которыми работает MBRSC.
Чистая комната, была изготовлена для обеспечения бесперебойного выполнения всех проектов по производству спутников и разработке зонда Надежды. Все текущие проекты, включая изготовление спутников наблюдения Земли, включая KhalifaSat и Nayif-1, наряду с разработкой зонда Хоупа, выполняются в чистой комнате инженерами Emirati.
Космический центр Мухаммеда бин Рашида работает в четырёх основных областях, чтобы достичь целей и задач, поставленных перед развитием космической промышленности в регионе: исследование космического пространства, разработка и производство спутников, исследование Земли с помощью спутниковых изображений, а также и обслуживание наземных станций, используемых для поддержки работы спутников.
Первый спутник, DubaiSat-1, был запущен 29 июля 2009 года с космодрома Байконур в Казахстане, и с тех пор центр наращивает свой опыт в производстве спутников с использованием передовых технологий для улучшения исследований и разработок.

### Пилотируемая космонавтика
В сентябре 2018 года — в рамках исполнения соглашения по подготовке астронавтов ОАЭ, заключенного между Космическим центром Мухаммеда ибн Рашида (MBRSC) и Государственной корпорацией по космической деятельности «Роскосмос», в Россию, в ЦПК имени Ю. А. Гагарина, для прохождения предполетной подготовки приехал Хаззаа Аль-Мансури — кандидат для реализации программы подготовки астронавтов Объединённых Арабских Эмиратов.
25 сентября 2019 года — на Международную космическую станцию, на российском космическом корабле «Союз МС-15» был отправлен первый космонавт ОАЭ Хаззаа Аль-Мансури. Он провёл на МКС восемь дней и 3 октября вернулся на землю на корабле «Союз МС-12».
Султан Аль-Нейади — второй  астронавт первого набора ОАЭ. Проходил подготовку в составе дублирующего экипажа корабля «Союз МС-15» в качестве участника космического полёта. С 2 марта по 4 сентября 2023 года находился в космическом полёте в качестве специалиста полёта миссии SpaceX Crew-6.

### Межпланетные станции
19 июля 2020 года, в 21:58:14 UTC, c космического центра Танегасима на японской ракете H-IIA отправился зонд «Аль-Амаль» для изучения Марса.
В 2022 году к Луне стартовал луноход «Рашид» (изначально его запуск планировался на 2024 год) с японским посадочным модулем. Он должен был достичь кратера Атлас на Луне 25 апреля 2023 года, но посадочный модуль совершил жëсткую посадку. Второй луноход, «Рашид-2», стартует в 2026 году в область Южного полюса Луны, вместе с китайской станцией «Чанъэ-7».

## Периодические издания
Официальный журнал MBRSC называется «Маджарат», выходит два раза в месяц и посвящён распространению знаний о космической науке и технике, ориентируя новое поколение Объединённых Арабских Эмиратов на карьеру в космической науке или научных исследованиях. Журнал издаётся на арабском и английском языках, для населения ОАЭ, и в нём представлены многие известные деятели мировой космической индустрии, в том числе Фарук эль-Баз, Кэролайн Порко, Стивен Сквайрс, Фрэнк Дрейк, Нуреддин Меликечи и астронавт НАСА Терри Виртс .

## Галерея
Ниже приведены некоторые спутниковые снимки, сделанные DubaiSat-1:

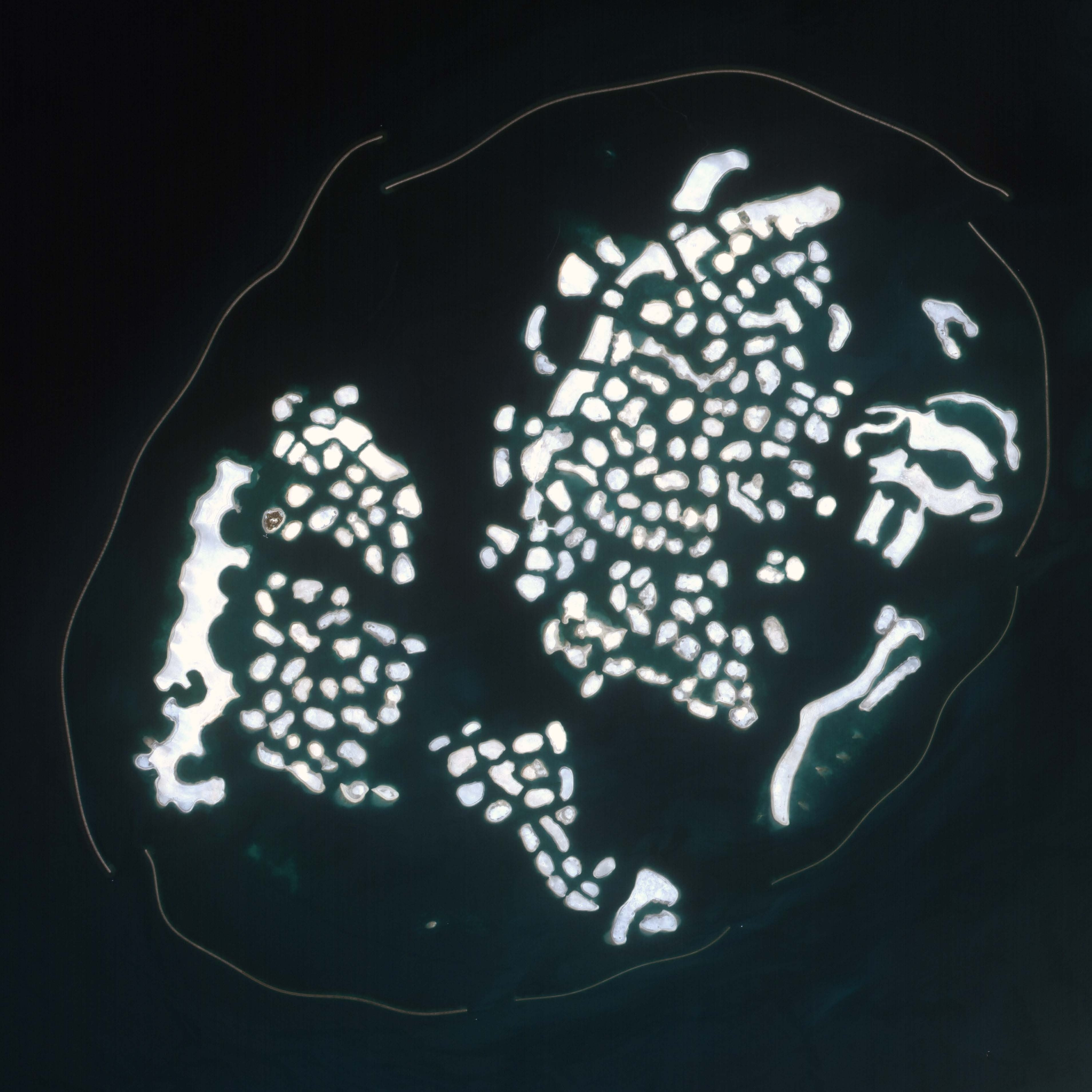
Спутниковый снимок Островной карты Мира
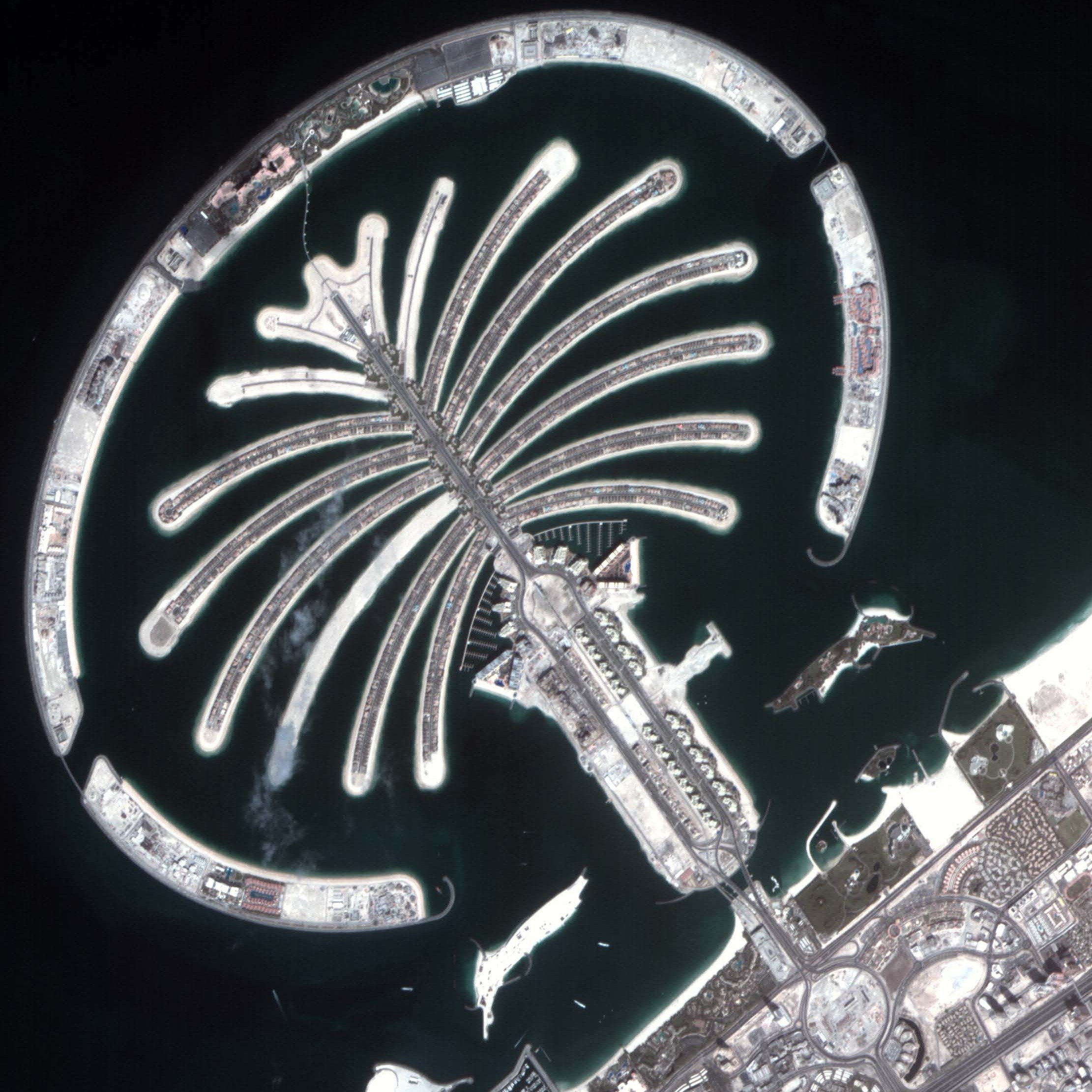
Спутниковый снимок Пальмового острова
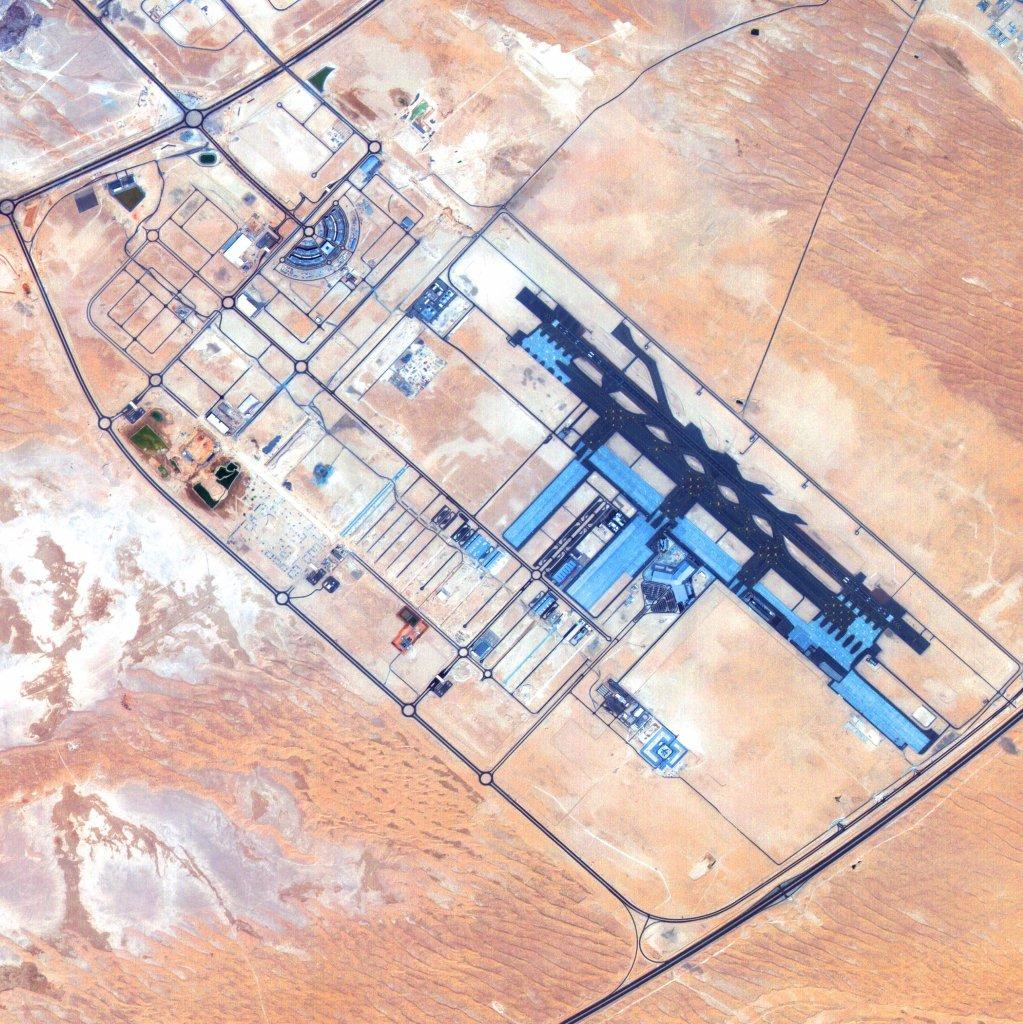
Спутниковый снимок аэропорта Аль Мактум
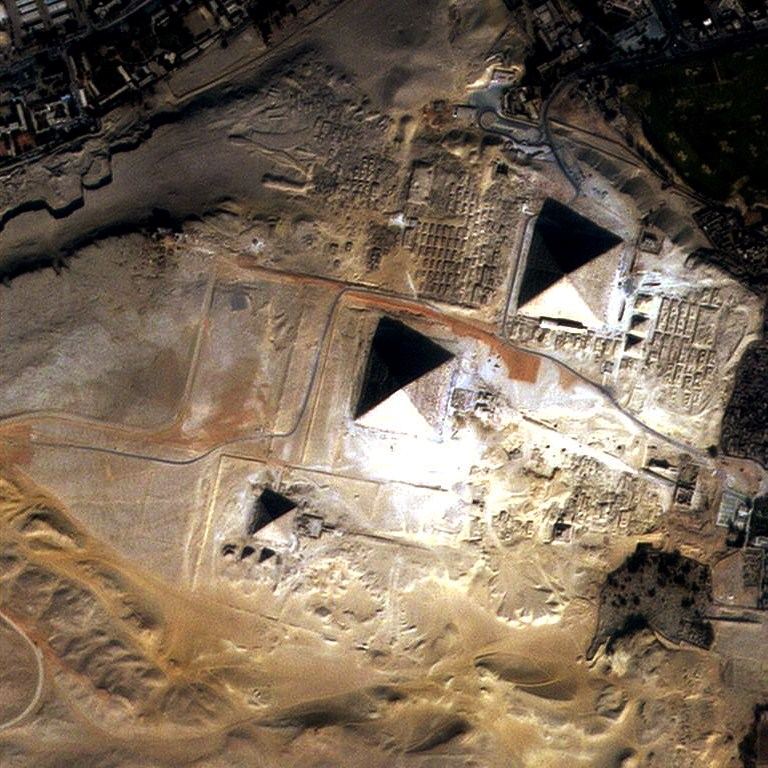
Спутниковый снимок пирамид в Гизе
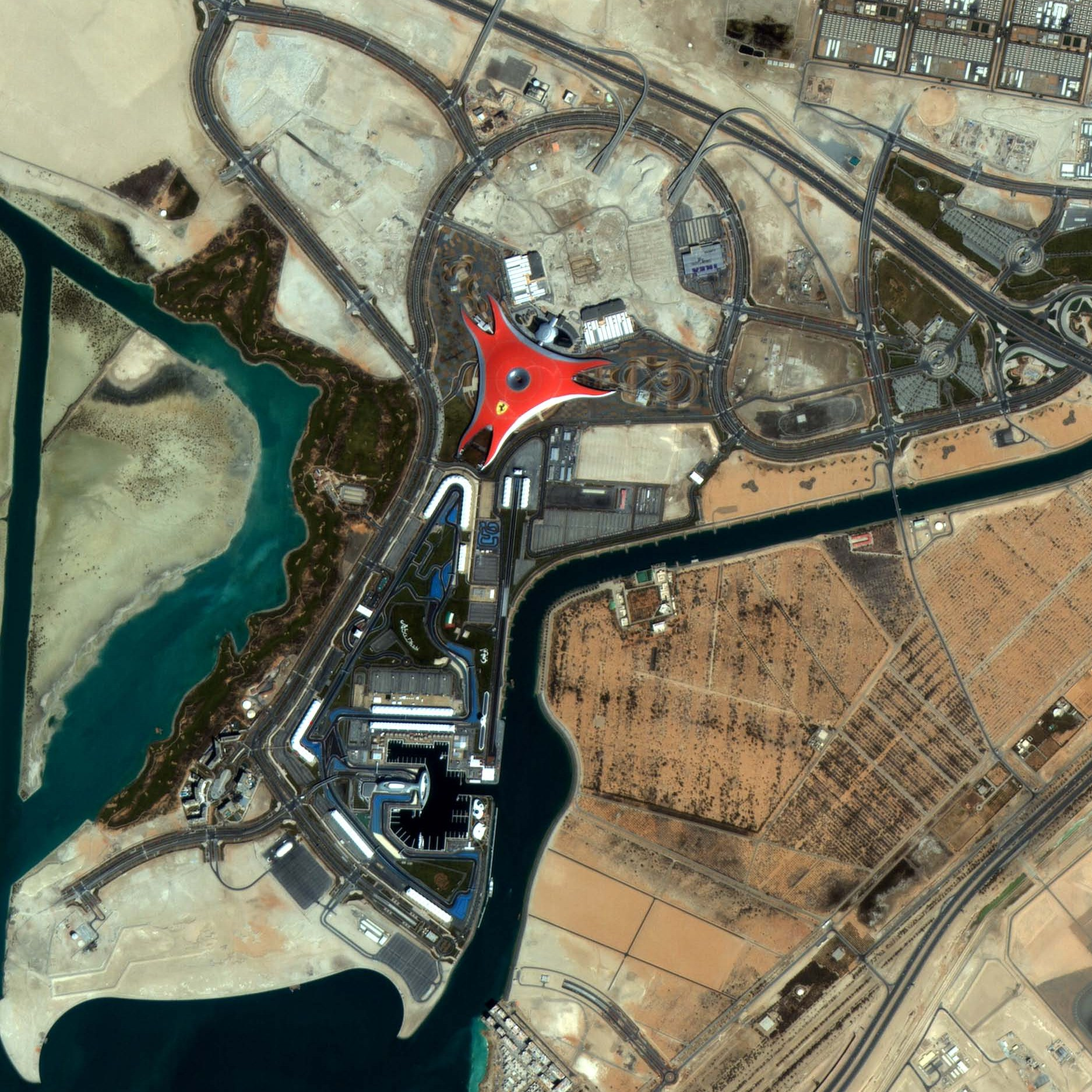
Спутниковый снимок Ferrari World в Абу Даби
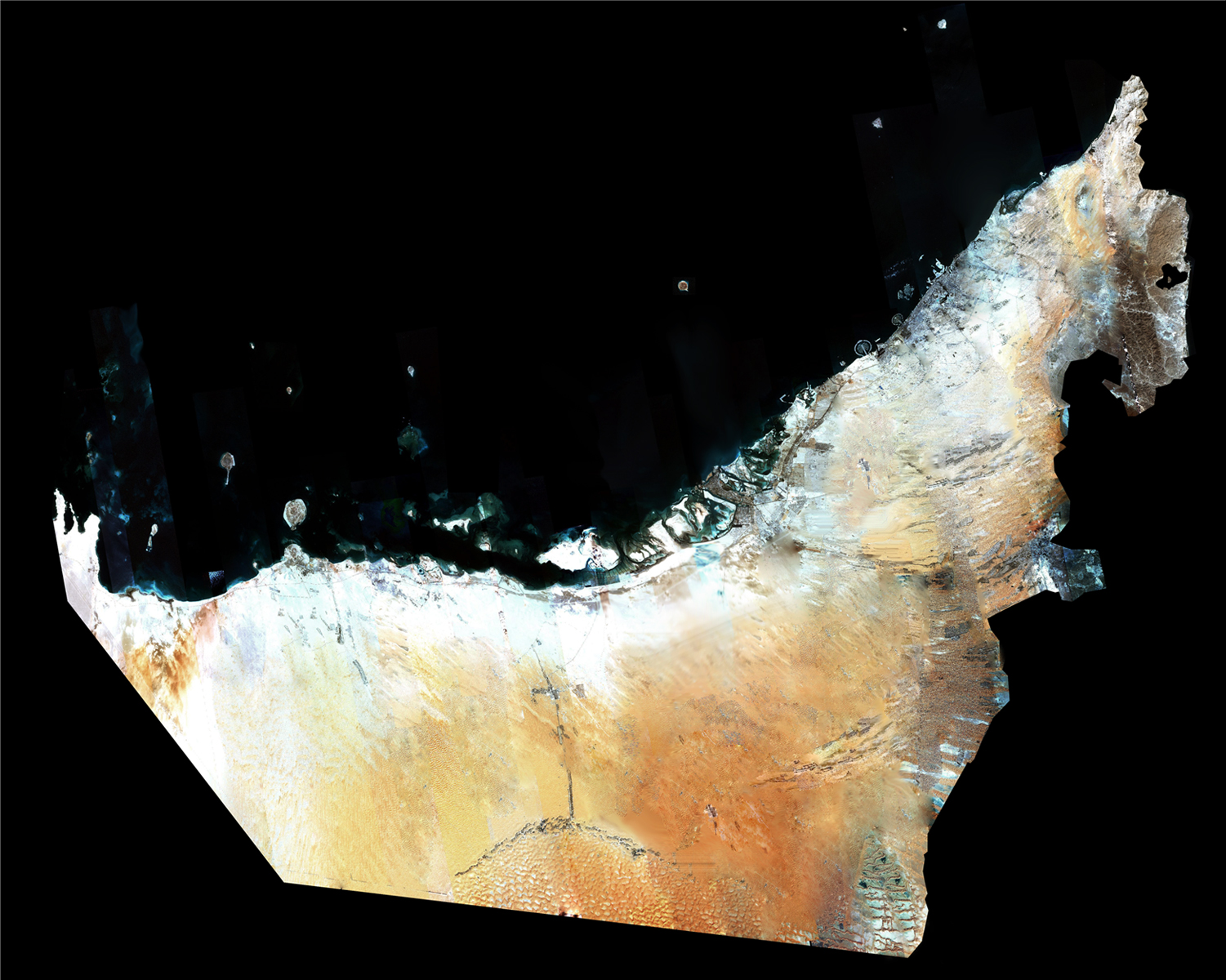
Спутниковый снимок ОАЭ